# Saint-Hilaire (Isère)
Saint-Hilaire korábbi község (település) Franciaországban, Isère megyében. 2019. január 1-jén Saint-Bernard és Saint-Pancrasse községgel egyesült és Plateau-des-Petites-Roches új község része lett.
Lakosainak száma 1284 fő (2018. január 1.). Saint-Hilaire Saint-Pancrasse, Saint-Pierre-de-Chartreuse, La Terrasse, Crolles, Lumbin és Saint-Bernard községekkel határos.

## Népesség
A település népessége az elmúlt években az alábbi módon változott:
| Lakosok száma | 1397 | 1348 | 1405 | 1326 | 1284 |
|               | 2013 | 2015 | 2016 | 2017 | 2018 |